# Czére Béla (irodalomtörténész)
Czére Béla (Budapest, 1942. március 29. – 2021) magyar író, irodalomtörténész, kritikus.

## Élete
Szülővárosában a Kölcsey Ferenc Gimnáziumban érettségizett, majd 1966-ban az Eötvös Loránd Tudományegyetem Bölcsészettudományi Karának magyar-történelem szakán végzett. 1966-tól 1970-ig a budapesti Postaforgalmi Szakközépiskolában tanított. 1970 és 1987 között a Petőfi Irodalmi Múzeum főmunkatársa volt. 1987-től 1990-ig a Népszava Könyvkiadó felelős szerkesztője. 1990-től főállású író. 1971 óta publikál. Saját kötetei mellett antológiákban, irodalmi, történelmi folyóiratokban, szaklapokban, napilapokban rendszeresen jelentek meg a tanulmányai, esszéi, könyvkritikái és színházi kritikái.

## Művek

### Megjelent kötetei
- Krúdy Gyula Gondolat Könyvkiadó 1987
- Viperafogak éjszakája (Népszava Lap-és Könyvkiadó 1988)
- Halál a vörös szalonban (Alfa Ipari vállalat Könyv-és Lapkiadó 1988)
- Párizs réme (Betűvető 1989 Charlotte de Perella néven C. Czére Béla)
- Vérmedvékkastélya, Betűvető, 1989. / Charlotte de Perella néven C. Czére Béla /
- Véres kötőtű, Népszava, Mi Világunk és Szerkesztőségei 1990.
- Véres Sirokkó, Pannon Könyvkiadó 1990. /Sharlott de Perella néven C. Czére Béla /
- A sátán fekete vére, Pannon Könyvkiadó, 1990 / Suzannede Perella néven C. Czére Béla /
- A halál révésze, Pannon Könyvkiadó 1992 / Sharlotte de Perella néven C.Czére Béla /
- A fekete korall, Pannon Könyvkiadó 1992 / Suzanne de Perella néven C. Czére Béla /
- Krúdy Gyula: Ivók könyve. A megkedvesedés mámoráról, Urbis Könyvkiadó 2005
- A holdtölte asszonya, Urbis Könyvkiadó 2006 / Suzanne de Perella néven C. Czére Béla
- Tatárszemű idő, Elbeszélések, Nap Alapítvány 2006
- Az Isten trónjára felkúszott sátán, Nap Alapítvány 2008
- A kétpólusú világrend szélhámossága, Nap Alapítvány 2012
- Látomás és mitosz. Lírai próza és mágikus realizmus, Hungarovox Kiadó 2021. /NKA  támogatásával/

### Antológiákban megjelent művei
- Miért szép? Századunk magyar novellái: Csáth Géza: Anyagyilkosság elemzése, Gondolat Kiadó 1975
- Miért szép? Hunyadi Sándor: A vöröslámpás ház 1975
- Ötven fontos magyar regény: Krúdy Gyula: Hét bagoly Lord Kiadó 1994
- 21. század Enciklopédia, Magyar irodalom: Krúdy Gyula, Pannonica Kiadó 2002
- Tanulmányok Szilágyi Istvánról: Kő hull apadó kútba Czére Béla, Debrecen 2003
- Villám és esti tűz: Gelléri Andor Endre emlékezete Nap Kiadó, 2006 /
- Czére Béla: Gelléri pszichológiai realizmus. A nagymosoda című regényében 2006
- Czére Béla: Egy önmegvalósítási folyamat első állomása / Negyedszázad szolgálatában. Inmemoriám Nyugati Magyarság, Miklóssy István / *Czére Béla: ÁVH-utódok terrorja Budapesten /

### Napilapokban, hetilapokban és folyóiratokban megjelent válogatott írásai
- Dér Zoltán: Az árny zarándoka / Csáth Gézáról/ (kritika) Irodalomtörténeti Közlemények 1971/1-2
- Kolozsvári Grandpierre Emil: Devalváció és új érték (tanulmány) Kritika, 1971/8.
- Katona Béla: Krúdy Gyula pályakezdése (kritika) Irodalomtörténeti Közlemények 1972/3.
- Jékely Zoltán: Isten madara (kritika) Kortárs 1973/8.
- Vargha Kálmán Álom, szecesszió, valóság (kritika) Jelenkor 1974/1.
- Kolozsvári Grandpierre Emil: Az utolsó hullám (kritika) Kortárs 1974/1.
- Az akarat és a szeretet áramaiban. Gyurkovics Tibor: Isten nem szerencsejátékos. Elcseréljük egymást. (kritikák) Jelenkor 1974/5.
- Czakó Gábor: Megváltó (kritika) Jelenkor 1974/12.
- Kolozsvári Grandpierre Emil: Harmatcseppek (kritika) Kortárs 1975/1.
- Jókai Anna: Mindhalálig (kritika) Jelenkor 1975/8.
- Csáth Géza: Írások az élet jó és rossz dolgairól (kritika) Irodalomtörténeti Közlemények 1976/3.
- Szilágyi István Kő hull apadó kútba. (tanulmány) Kortárs 1976/7.
- A magyar regény 1975-ben (tanulmány) Irodalomtörténet 1977/3.
- A cselekvő ember képe. Kolozsvári Grandpierre Emil: A szerencse mostohafia (kritika) Jelenkor 1977/9.
- A gyengéd óriás Emlékezések Gelléri Andor Endrére (kritika) Irodalomtörténeti Közlemények 1978/56.
- Kolozsvári Grandpierre Emil: Hullámtörők (kritika) Jelenkor 1978/11.
- A magyar tudatvilág betegségei. Kolozsvári Grandpierre Emil regényei (tanulmányok) Literatura 1979/4.
- Gyurkovics Tibor szabálytalan drámáinak világa (tanulmány) Kortárs 1982/5.
- Néhány gondolat a pályakezdő drámaíró helyzetéről (esszé) Életünk 1984/2.
- Az avignoni hídon (novella) Forrás 1985. IX.
- Élet és halál mezsgyéjén: Krúdy Gyula Mit látott Vak Béla szerelemben és bánatban c. regényéről (tanulmány) Forrás 1986. III.
- A jegesmedve (elbeszélés) Forrás 1986. X.
- Két Krúdy - elemzés: A múlt századi Budapest poézise. Krúdy Hét bagoly című regényének időrétegei, Középkori haláltánc. Krúdy felvidéki zsoldos történetei (tanulmányok) Életünk 1986/12
- Centenáriumi tanácskozás Barcson: A Monarchia közéletének szatirikus és realista tablóitól a lélektani regényig / A regényíró Gábor Andor/ (tanulmány) 1986
- Milyen illata van a jezsámennek? (novella) Élet-és Irodalom 1987. VIII.21.
- Kvartett (elbeszélés) Forrás 1987. IV. A temető fala mellett (novella) Élet-és Irodalom 1988. V. 06.
- Vakáció (elbeszélés) Forrás 1988/4.
- Terek és pincék (elbeszélés) Forrás 1988/9.
- Kulturális járulék és mecenatúra, szépirodalom és lektűr. Magyar Írószövetség tájékoztató 1990. ápr.
- Fegyverletételnek álcázott győzelem, avagy Nagy-Szerbia megteremtése nyugati és orosz segédlettel (tanulmány) Havi Magyar Fórum 1993. november
- A nemzeti stratégia hiánya a magyar külpolitikában (tanulmány) Havi Magyar Fórum 1993. december
- A magyar szellemiség értéke (tanulmány) Magyar Fórum 1993. dec. 9.
- Manipulált irodalom, manipulált könyvkiadás I-II. (tanulmányok) Havi Magyar Fórum 1994. január-február
- A Magyar Út állomásai. A modern nemzetállam I-II. (tanulmányok) Havi Magyar Fórum 1994. március-április
- A nemzettudat betegségének okai és a győzelem stratégiája. I-V. (tanulmányok)
- Havi Magyar Fórum május-szeptember Trianon és az európai káosz (esszé) Magyar Fórum 1994. jan. 20.
- 1848 tanulsága ma (esszé) Magyar Fórum 1994. márc. 17.
- Jobboldali előretörés Európában (tanulmány) Magyar Fórum 1994. ápr. 14.
- Tatárjárás előtt (esszé) Magyar Fórum 1994. május 5.
- A magyar szellemiség hagyományai (tanulmány) Konzervatív Szemle 1994/2.
- A nemzeti szellemű könyvkiadás szükségessége (publicisztika) Heti Újság 1994. I. 06.
- A túlélés és a halál zsoltára. Sarusi Mihály: Eszterberke (kritika) Magyar Élet 1994/6.
- Hajnóczy Péter prózája (tanulmány) Literátor 1994/9.
- A sárkány ideje (publicisztika) Magyar Fórum 1994. október 13-20.
- Tűzcsóvavető liberálbolsevikok (publicisztika) Havi Magyar Fórum 1994. október
- Új út a magyar őstörténet írásban. Bakay Kornél: Kik vagyunk? Honnan jöttünk? (kritika) Havi Magyar Fórum 1995. január
- Józan képzelet (publicisztika) Magyar Fórum 1995. január 5.
- A magyar zsidóság válaszút előtt (publicisztika) Magyar Fórum 1995. február 2.
- A lektűr népszerűségének titka (tanulmány) Literátor 1995/3-4-5.
- Teremtő mítosz, pusztító valóság. Az Úri-muri: A magyarság sorstragédiája (tanulmány) Havi Magyar Fórum 1995. június
- Az olló két szára (publicisztika) Magyar Fórum 1995. június 15.
- Szádeczky-Kardoss Irma: Báthory Erzsébet igazsága (kritika) Havi Magyar Fórum 1995. július
- A kagyló két héja. Jankovich Ferenc történelmi regényei (tanulmányok) Havi Magyar Fórum 1995. július
- Kazárföldön (publicisztika) Magyar Fórum 1995. augusztus 24.
- A liberalizmus alkonya és a történelem újrakezdése (tanulmánysorozat) Havi Magyar Fórum 1995. szeptember-1996. október
- Hernádi Tibor: A második világháború igaz története (tanulmány) Havi Magyar Fórum 1996. szeptember
- Látomás és mítosz. Mándy Iván mágikus prózájának születése (tanulmány) Kortárs 1996/1.
- A sötétség ügynökei (publicisztika) Hunnia 1996/4.
- Viktor Szuvorov: A Jégtörő. Hitler- Sztálin számításaiban. A cápa fogsorváltása (történelmi esszé) Demokrata 1996/26.
- Hitler, a forradalom jégtörője. A német-szovjet háború kitörésének valódi története (történelmi esszé) Demokrata 1996/27.
- „Szerződés ide, szerződés oda, végül az egész világ a mienk lesz!” A Szovjetunió készülődése Németország megtámadására (történelmi esszé) Demokrata 1996/42.
- Az NKVD fekete hadosztályai: A Szovjetunió készülődése Németország megtámadására (történelmi esszé) Demokrata 1996/43.
- Kocsis István: A megkoronázott (tanulmányok) Kortárs 1997/3.
- Aki önmagának táviratozott. A Szovjetunió készülődése Németország megtámadására (történelmi esszé) Demokrata 1996/44.
- Eurokonform kagylók (publicisztika) Demokrata 1997/5.
- Realizmus és radikalizmus. Magyarország egy dél-amerikai kísérleti terep (publicisztika) Demokrata 1997/10-11.
- A küldött emberek kudarca (publicisztika) Demokrata 1997/27.
- Adatok Németország történetéhez (tanulmány) Hunnia 1997. június
- Sem bal, sem jobb - A nemzeti és a nemzetközi választóvonal (publicisztika) Demokrata 1997.
- Wass Albert: Kard és kasza (kritika) Kortárs 1997/10.
- Szemben a kultúrterrorral. Nyomul a világuralmi rendszer esztétikai rohamosztaga (tanulmány) Demokrata 1999/47.
- Harmadik út (publicisztika) Magyar Fórum 2005. november 10.
- Győzzön a kevésbé rossz? (publicisztika) Magyar Fórum 2005. november 24.
- Liberális évszázadok csődje (tanulmány) Magyar Fórum 2005. december 8.
- Mégis szabad madár a sólyom (publicisztika) Magyar Fórum 2006. január 12.
- Szemfényvesztő harc a „vadkapitalizmus” ellen (publicisztika) Magyar Fórum 2006. január 19.
- Tetszettek volna nem kinyírni a többi nemzeti pártot (publicisztika) Magyar Fórum 2006. február
- Egy arc a vajdasági irodalomból Gion Nándorról (kritika) Magyar Hírlap 1978
- Sarkadi Imre regényei (kritika) Magyar Hírlap 1974
- Göncz Árpád: Sarusok (kritika) Magyar Hírlap Az elfogadott öregség üzenete. Déry Tibor: Kedves boópeer! (kritika) Magyar Hírlap 1974 *Globalizmus és az első világháború (tanulmány) Magyar Jövő 1999/I.
- Három pohár aszú (elbeszélés) Magyar Jövő 1999/III.
- Matrózcsomó (novella) Magyar Jövő 2005/III.
- Bolygó láng Kovai Lőrinc regénye (kritika) Magyar Nemzet 1979.
- Kányák Holdosi József regénye (kritika) Magyar Nemzet 1979.
- Egy panasz leírása Jókai Anna elbeszélései Magyar Nemzet 1981.
- Keselyűlegelő Burány Nándor történelmi regénye (kritika) Magyar Nemzet 1980.
- Avarok gyűrűje Szentmihályi Szabó Péter regénye (kritika) Magyar Nemzet 1980.
- Magyar Médeia-Sarusok-Rácsok Göncz Árpád drámái (kritika) Magyar Nemzet 1980.
- Zarándoklás a panaszfalhoz: Bálint Tibor regénye (kritika) Magyar Nemzet 1979.
- Előjáték Berczeli A. Károly regénye (kritika) Magyar Nemzet 1978.
- Kosztolányi Dezső. Rónay László monográfiája (kritika) Magyar Nemzet 1978.
- Gyönyörök kertje: Koroda Miklós utolsó regénye (kritika) Magyar Nemzet 1978.
- A történet vége Kardos G. György regénye (kritika) Magyar Nemzet 1977.
- Iskola a magasban. Szabó István posztumusz írásai (kritika) Magyar Nemzet 1977.
- A terep. Szentgallai Géza elbeszélései. M Hajnóczi Péter novellái (kritikák) Magyar Nemzet 1977.
- Béklyók és barátok. Kolozsvári Grandpier Emil történelmi regénye (kritika) Magyar Nemzet 1979.
- Jézus menyasszonya Hajnóczy Péter kisregényei és novellái (kritika) Magyar Nemzet 1981.
- A villamos. Mándy Iván új kötete. Iszapeső. Csoóri Sándor regénye. A halál árnyéka. Gyurkó László regénye. Glemba Csák Gyula regénye. (kritikák) Magyar Nemzet 1981.
- Tatárszemű idő (elbeszélés) Mozgó Világ 1987.
- Bástya sétány (elbeszélés) Mozgó Világ 1987/V.
- Kagylóhéjak (elbeszélés) Mozgó Világ 1987.
- Egy hűvös udvaron, pitymallatkor, az Esthajnalcsillag alatt (elbeszélés) Mozgó Világ 1988.
- Vacsora a Skála Metróban (elbeszélés) Mozgó Világ 1987.
- A lektűríró ars poeticája (publicisztika) Mozgó Világ 1990.
- Gyarmatosított irodalmak (publicisztika) Magyar Jelen 2010.
- Termő mítosz, pusztító valóság (tanulmány) Magyar Jelen 2010.
- A kétpólusú világrend szélhámossága (tanulmánysorozat) Magyar Jelen 2010-2011.
- Az epikai hitelesség nyomában. Isten tenyerén ülünk. Fiatal írók antológiája. (kritika) Napjaink 1981.
- Mándy világa (esszé) Napjaink 1971.
- A hagyományos realizmus lehetőségei Jókai Anna: A reimsi angyal (kritika) Napjaink 1977.
- Megváltók és megválthatatlanok. Czakó Gábor regényeinek eszmevilága (tanulmány) Napjaink 1981.
- Két nemzedék között Simonffy András Egy remek nap (kritika) Napjaink 1973.
- Epikus teljesség és naplóforma Jókai Anna: Napok (kritika) Napjaink 1973.
- Arckép Cholnoky Viktorról (tanulmány) Napló 1971.
- A Mikszáthi kedélytől a magányos ködlovag útjáig Lovik Károlyról, műveinek új kiadása kapcsán (tanulmány) Napló 1971.
- Eltékozolt örökség (tanulmány) Népszava 1987. Nagyvizit Gyurkovics Tibor drámáiról (kritika) Népszava 1978.
- Közel a kés Galgoczi Erzsébet új elbeszéléseiről (kritika) Népszava 1978.
- Mítosz és valóság Csontos Gábor: Mese a tűztolvajról. Kertész Imre: Sorstalanság (kritikák) Népszava 1975.
- A vesztes nem te vagy. Galgóczi Erzsébet válogatott elbeszéléseiről (kritika) Népszava 1976.
- Add tovább. Egy új antológiai sorozat első kötetéről (kritika) Népszava 1977.
- Bolondok tornya.Koroda Miklós regényéről (kritika) Népszava 1974.
- Szép versek 1974. Népszava 1975.
- Török és tatár után MSZP-rablók (publicisztika) Nyugati Magyarság 2003.
- A hazaárulás diszkrét bája (publicisztika) Nyugati Magyarság 2002.
- A tucatember lázadása Budapesten (publicisztika) Nyugati Magyarság 2002.
- A magyar külpolitika lehetőségei (publicisztika) Nyugati Magyarság 2001.
- Nemzeti szabadelvűség és parttalan liberalizmus (publicisztika) Nyugati Magyarság 2000.
- Politikai bűnözők Európája (publicisztika) Nyugati Magyarság 2001.
- Körmösök Háza (publicisztika) Nyugati Magyarság 2002.
- A permanens forradalom harci kutyái (publicisztika) Nyugati Magyarság 2003.
- A világ átszabásának terve (publicisztika) Nyugati Magyarság 2003.
- Tablettás borok MSZP-s szószólói (publicisztika) Nyugati Magyarság 2003.
- Trianon és a nemzetközi rablók (publicisztika) Nyugati Magyarság 2007.
- Liberálbolsevizmus (publicisztika) Nyugati Magyarság 2013.
- A magyar szellemiség korzervatívizmusa (publicisztika) Nyugati Magyarság 1999.
- Bujdosó Könyv Tormay Cécile: feljegyzések 1918-1919-ből (publicisztika) Nyugati Magyarság 1999.
- Liberálbolsik nótáznak a Várban (publicisztika) Nyugati Magyarság 2004.
- A Szent Korona tana. Beszélgetés Kocsis István íróval, történésszel (interjú) Nyugati Magyarság 1997.
- Rákosi apró unokái (publicisztika) Nyugati Magyarság 2006.
- Egy önmegvalósítási folyamat első állomása (Gelléri Andor Endre pályakezdő novelláinak motívumrendszere) (tanulmány) Petőfi Irodalmi Múzeum – Valóság és varázslat 1979.
- Vita a Nyugatról (tanulmány) Petőfi Irodalmi Múzeum 1972.
- Gelléri pszichológiai realizmusa (tanulmány) Petőfi Irodalmi Múzeum 1975.
- Kép, érintkező pálya: Csáth és Kosztolányi (tanulmány) Petőfi Irodalmi Múzeum 1971-72.
- A lektűr népszerűségének titka I-XVIII. rész (cikksorozat) Reform 1997.
- Gyurkovics Tibor szabálytalan drámái (tanulmány) Színház 1975.
- Szabó Magda „Fényes nap”-ja (tanulmány) Színház 1976.
- Vázlat Móricz dramaturgiájáról (tanulmány) Színház 1975.
- Ady novelláinak világa: Tegnapok és holnapok árján - Tanulmányok Adyról PIM 1977.
- Keresztek a folyóparton (elbeszélés) Új Auróra 1989.
- Adventi koszorú (elbeszélés) Új Auróra 1989.
- Egy korai Mándy-regényről (tanulmány) Újhold-Évkönyv 1988.
- A történetiség az irodalmi publicisztikában. Cseres Tibor: Elveszített és megőrzött képek (kritika) Új Írás 1979.
- A szeretet és az akarat áramkörében. Az emberi kapcsolatok jelentésszintjei Gyurkovics Tibor regényeiben (tanulmány) Új Írás 1983. *Színterek, tárgyak, hangsíkok mitológiája. Mándy Iván: A Trafik; A bútorok; A villamos; Ha köztünk vagy, Holman Endre (kritikák) Új Írás 1981.
- A múlt folyton jelen van bennünk (publicisztika) Új Magyarország 1993.
- Irodalom és elillant olvasók (publicisztika) Új Magyarország 1993.
- A nemzeti összefogás kényszere (publicisztika) Új Magyarország 1996.
- Kolozsvári Grandpierre Emil pályakezdő évei I-II. (tanulmányok) Vigília 1980.
- Egy elsüllyedt világról. Illyés Gyula: Puszták népe (tanulmány) Vigília 1972.
- Csurka István komédiái (tanulmány) Vigília 1971.
- Vígh Béla névenPáskándi Géza drámái (tanulmány) Vigília 1972.
- Vígh Béla néven A kétarcú varázsló. Pályakép-vázlat Csáth Gézáról (tanulmány) Vigília 1971.
- Az elkárhozás apoteózisa. Cholnoky László szabálytalan pályája (tanulmány) Vigília 1974.
- A drámaíró Kós Károly (tanulmány) Vigília 1978.
- A holnap nacionalizmusa (tanulmány) Havi Magyar Fórum 1995.

### Drámái
- Négy kezes két zongorára. Színház című folyóirat melléklet, 1983-1984
- Magyar Benigna. Színház című folyóirat melléklete, 1983-1984